# Štěpánov (district d'Olomouc)
Pour les articles homonymes, voir Štěpánov.
Štěpánov (en allemand : Stefanau) est une ville du district et de la région d'Olomouc, en République tchèque. Sa population s'élevait à 3 555 habitants en 2025.

## Géographie
Štěpánov se trouve à 8 km au sud-ouest de Šternberk, à 10,5 km au nord-nord-ouest d'Olomouc, à 70 km au nord-est de Brno et à 205 km à l'est-sud-est de Prague.
La commune est limitée par Žerotín, Liboš, Hnojice et Lužice au nord, par Štarnov à l'est, par Olomouc et Horka nad Moravou au sud, et par Střeň et Pňovice à l'ouest.

## Histoire
La première mention écrite de la localité date de 1201.

## Administration
La commune se compose de trois sections :
- Březce
- Moravská Huzová
- Štěpánov

## Galerie

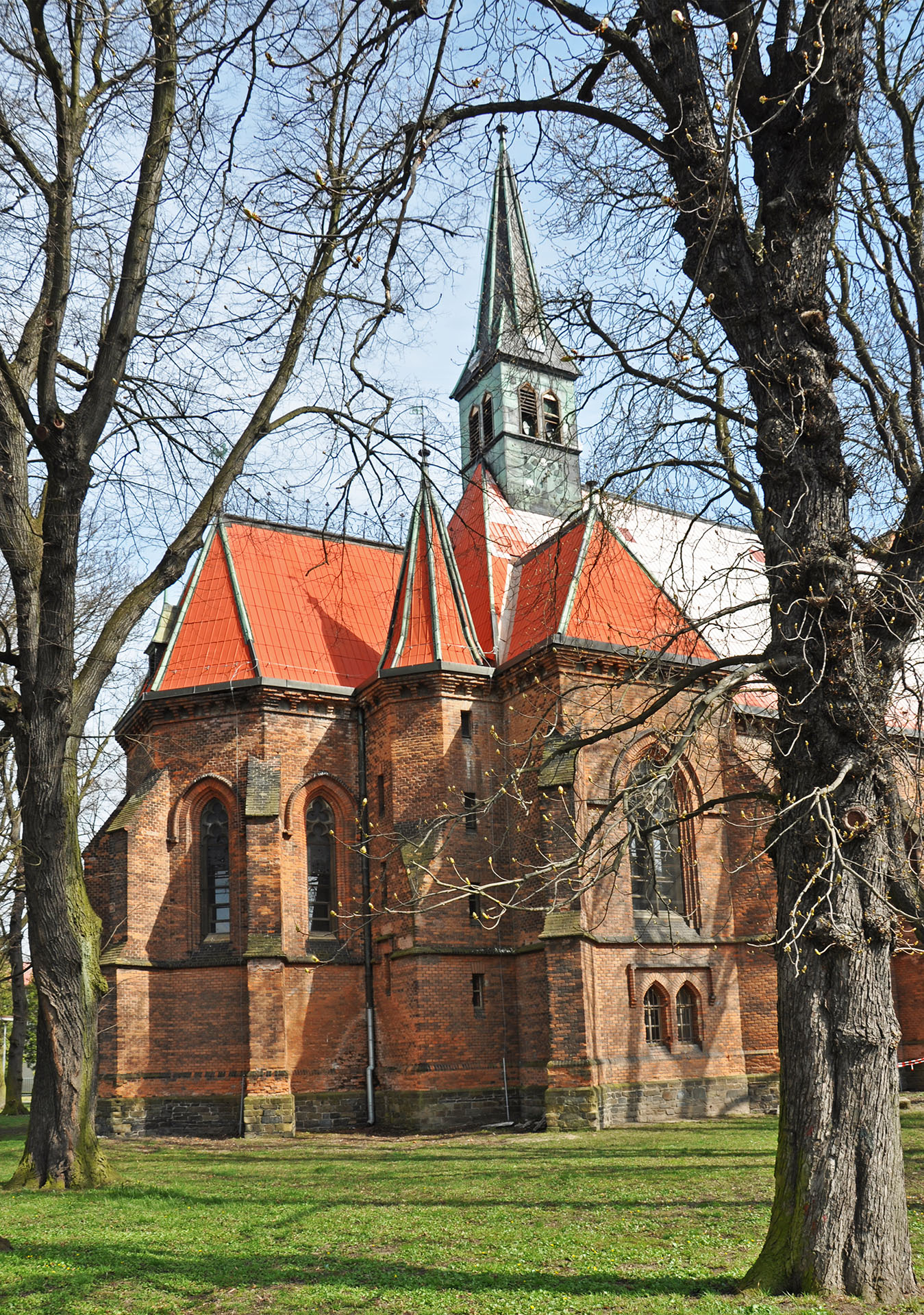
Église Sainte-Barbara.
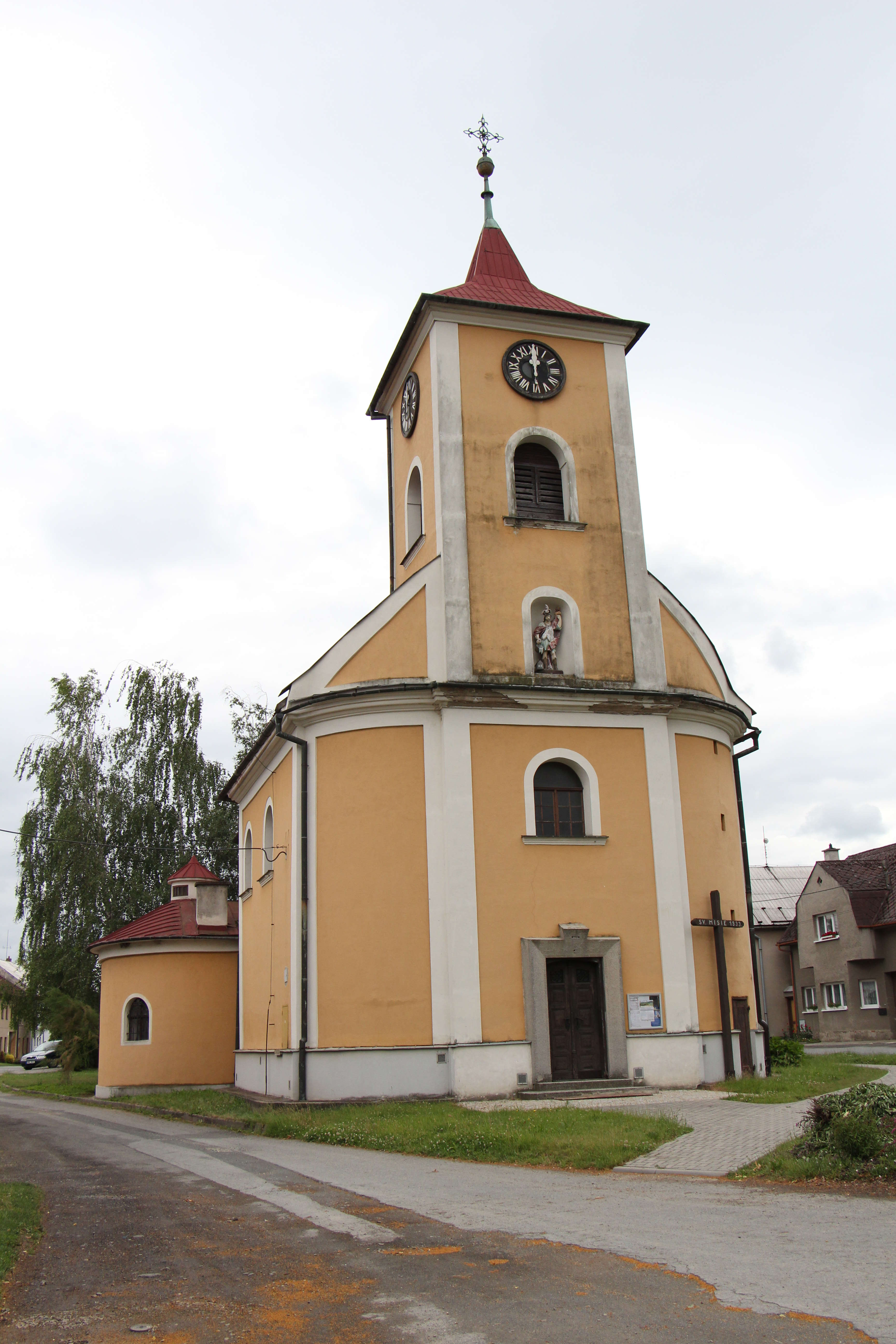
Église Saint-Florian.
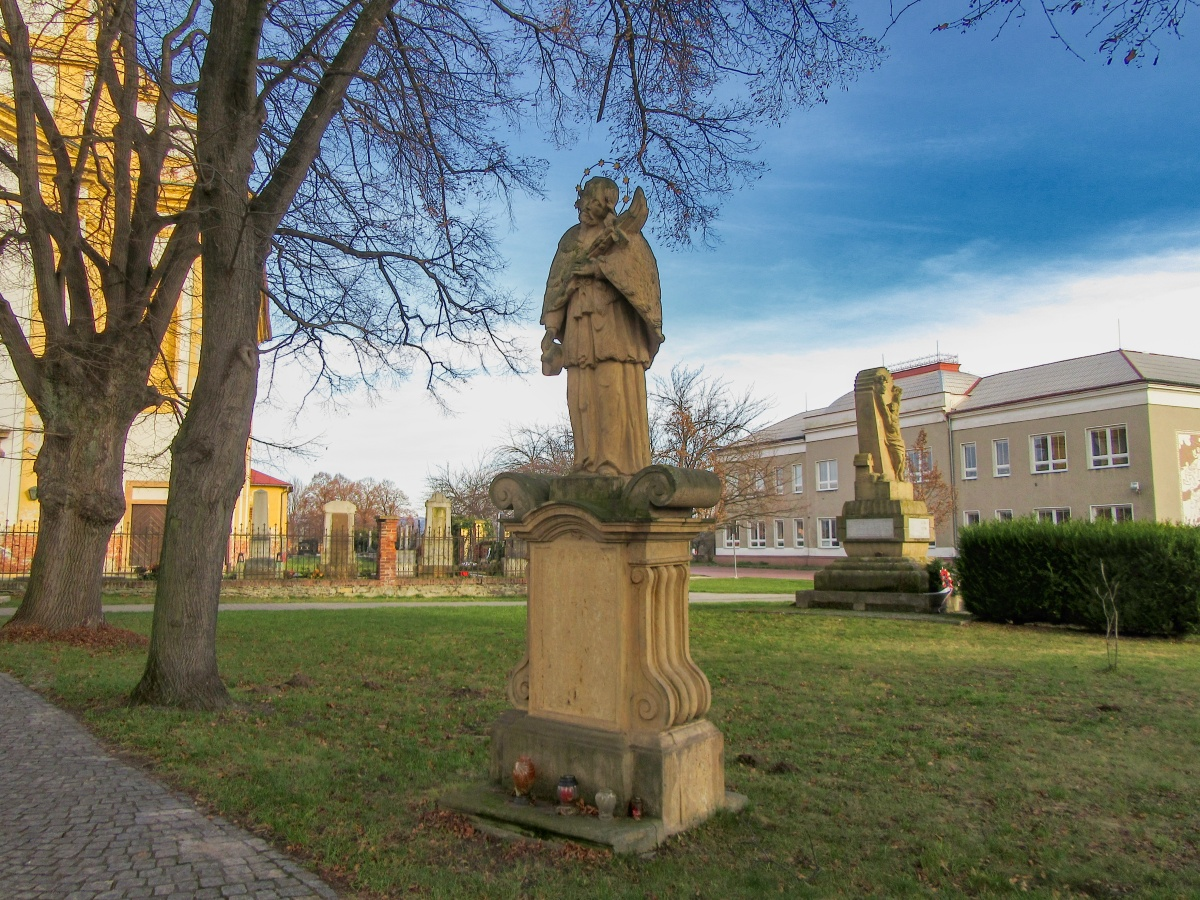
Statue de Saint-Jean Népomucène.

## Transports
Par la route, Štěpánov se trouve à 9 km de Šternberk, à 14 km d'Olomouc, à 92 km de Brno et à 255 km de Prague.